# Skjuttabell
Skjuttabell är en förteckning över ballistiska data för en viss typ av ammunition, avfyrad med ett visst vapen. Tabeller för artilleri brukar bland annat ange utgångshastighet, elevationen för olika skjutavstånd samt spridning, anslagshastighet och nedslagsvinkel på olika avstånd. Hur projektilen påverkas av vinden, ändringar i lufttryck och lufttemperatur samt kruttemperatur anges också.
Skjuttabeller för gevärsammunition innehåller färre uppgifter, ofta utgångshastighet, träffpunktens läge över eller under siktlinjen på olika avstånd samt hastighet och anslagsenergi på olika avstånd. Hur kulan påverkas av sidvind anges också.
Uppgifterna ur skjuttabellen används dels för att skapa hjälpmedel för att beräkna hur det aktuella vapnet skall riktas, dels för att bedöma verkan vid träff och dels för att beräkna sannolikheten för träff i det enskilda skottet och därmed följande behov av antal skott.